# Joséphine Hundt
Joséphine Hundt, född 1912, död 2009, var en tologesisk politiker. Hon är känd som Togos första kvinnliga parlamentsledamot. 
Hon var verksam som lärare. 
Efter Togos självständighet 1960 valdes hon som kandidat för det enda tillåtna partiet Party of Togolese Unity (PUT) i landets första val som självständig nation. Hon satt i parlamentet 1961-1963. 